# نجوم النسق الأساسي من النوع F
نجوم النوع-F من النسق الأساسي (بالإنجلزية :F-type star أو FV) ،نجوم دامجة للهيدروجين يَنتمي إلى النوع الطيفي F و فئة لمعانه V. هذه النجوم لها 1.0الى 1.4 ضعف كتلة الشمس ودرجة الحرارة السطحية بين 6000 و 7600 كلفن . هذه الحرارة تعطي لهذا الصنف لونا أصفر والأبيض. لأن حزام النسق الأساسي يصنفه كقزم، هذه الفئة من النجوم يمكن أيضا أن تسمى قزم أصفر- ابيض . ومن الأمثلة الشعرى الشامية .
ما يصل إلى 303 أو أكثر من النجوم نوع طيف F (بدون الاقزام البيضاء) يعتقد أن تكون موجودا ضمن 100 سنة ضوئية (أو 30.7 فرسخ فلكي) بعدا عن الشمس. فقط 37 منها ضمن 50 سنة ضوئية، مما يوحي بأن علماء الفلك قد رصدو تقريبا جميع هذه النجوم التي تقع على بعد 100 سنة ضوئية من الشمس .

التصنيف الطيفي لمورغان كينان